# Vitasojevići
Vitasojevići (cyr. Витасојевићи) – wieś w Czarnogórze, w gminie Nikšić. W 2011 roku liczyła 12 mieszkańców.